# شمعدانی آمریکایی
شمعدانی آمریکایی (نام علمی: Geranium maculatum)که به نام شمعدانی وحشی و شمعدانی خال‌دار نیز معروف است،
از گیاهان پایای بیشه‌زارهای آمریکای شمالی است.

## کاربرد و موارد مصرف
پودر شمعدانی برای قطع خون‌ریزی خارجی اثر فوق‌العاده و شگفت‌انگیزی دارد. بعضاً از گیاه‌شناسان دریافته‌اند شمعدانی برای غرغره، زخم گلو و دیگر زخم‌های دهانی مفید است. همچنین ممکن است در درمان برخی از انواع اسهال مفید باشد. البته در مورد اسهال، این گیاه بهترین راه درمان نیست.

## جوشانده
تا زمان قطع خونریزی، تصف پیمانه مصرف شود. البته اگر آن را با فلفل قرمز مخلوط کنید تأثیر بیشتری خواهد داشت.

## نیازهای محیطی گیاه شمعدانی
- نور:

شمعدانی‌های معمولی به نور مستقیم آفتاب نیاز دارند البته آفتاب شدید و سنگین نیز برای آن‌ها زیاد مناسب نیست؛ بنابراین در تابستان باید شمعدانی‌ها را در سایه نگه داشت. برخی از ارقام شمعدانی در زمستان نیز گل می‌دهند.
- خاک:

شمعدانی تقریباً در هر خاکی می‌روید. خاک گلدان مناسب برای آن مخلوطی است از سه قسمت خاک لوم خوب (خاک باغچه) و یک قسمت کود دامی پوسیده یا تورب و یک قسمت ماسه. به این مخلوط بهتر است مقداری کود شیمیایی مثلاً سوپر فسفات اضافه شود.
- رطوبت:

شمعدانی را باید در محلی نسبتاً خشک کشت کرد و در /ابیاری آن‌ها باید دقت داشت تا در فواصل دو آبیاری خاک تقریباً خشک شود.
- درجه حرارت:

درجه حرارت مناسب برای شمعدانی ۱۰ تا ۱۵ درجه سانتیگراد است. تهویه هوای اتاق‌ها عامل مهمی در امر نگهداری شمعدانی است.
- کودپاشی:

در زمستان نیازی به کودپاشی شمعدانی نیست اما در سایر فصول، محلول‌پاشی هر ماه با یک کود کامل یا غلظت کم مناسب است. کودپاشی و آبیاری بیش از اندازه باعث رشد و نمو برگی و کمی تعداد گل می‌شود.
- تکثیر:

ازدیاد شمعدانی از طریق قلمه‌گیری به آسانی امکان‌پذیر است و قلمه‌ها در هر بستری حتی در داخل آب ریشه می‌دهند هر قلمه باید درست از زیر یک گره قزع بشود. قلمه‌ها بهتر است که در درون ماسه و در محل گلخانه کاشت شوند، در روزهای اول قلمه‌ها را در سایه نگهداری می‌کنند، سپس به تدریج به آن‌ها نور کافی داده می‌شود تا رشد و نمو کنند. زمانی قلمه‌ها آبیاری می‌شوند که بستر کاملاً خشک باشد.

## برخی آفات گل شمعدانی و روش‌های مبارزه با آن‌ها
۱. زنگ شمعدانی
بر روی سطح بالایی برگ لکه‌های کوچک زرد رنگ و دایره‌ای شکلی تشکیل می‌شود. به تدریج در سطح زیرین برگ‌ها، منطبق با لکه‌های زرد رویی برگ، جوش‌های حاوی اسپورهای پودری قارچ به رنگ قهوه‌ای تیرهتشکیل می‌گردد. این جوش‌ها بر روی یک حلقه متحدالمرکزی در سطح زیرین برگ شکل می‌گیرند. برگ‌ها به تدریج زرد شده و قسمت وسیعی از آن‌ها خشک شده و می‎‌میرند.
سمپاشی با سموم قارچ‌کش نظیر پروپیکونازول (تیلت) یا تری فورین در کنترل بیماری مؤثر است.
۲. گال برگ
عامل ایجادکننده گال برگ نوعی باکتری می‌باشد که در برگ‌ها تولید تاول کرده و برگ‌ها را به شکل گل کلم درآورده و باعث فساد برگ‌ها در نزدیک خاک و ریزش آن‌ها می‌شود. این بیماری غیرقابل درمان بوده و باید بوته‌های مبتلا را از بین برد.
۳. افتادن برگ‌ها
در حقیقت نمی‌توان اسم آن را بیماری فیزیولوژیکی گذاشت. افتادن برگ واکنش یک گیاه سالم است برای اینکه خود را با شرایط متغیر سازگار کند. زمانی که تعادل بین روشنایی، حرارت، رطوبت و تعریق بهم می‌خورد و تغییر می‌کند، گیاه خودش را با شرایط جدید تطبیق می‌دهد. به این ترتیب هر گاه تغییرات قابل ملاحظه‌ای در حرارت یا شدت روشنایی اتفاق می‌افتد برگ‌ها می‌ریزند.
بنابراین برای پیشگیری از چنین اتفاقی از تغییر ناکهانی شرایط محیط تا حد امکان پرهیز کنید.
۴. انواع بیماری‌های ویروسی
بیماری‌های ویروسی توسط حشرات مکنده (شته‌ها و …) یا ابزارهای باغبانی (قیچی، چاقو و بیلچه) منتقل می‌شوند و معمولاً بدون درمان می‌باشند. در بیماری‌های ویروسی روی برگ‌ها رگ‌های بی‌رنگی آشکار می‌گردند و در آخرین مرحله زیان، بیماری همراه با پیچیدگی برگ می‌باشد. اگر برگ را مقابل آفتاب نگه داشته و به آن نگاه کنیم سلول‌های مرده در برگ مشاهده می‌شود. متأسفانه تشخیص این بیماری در مراحل اولیه بسیار مشکل است و زمانی آثار و علایم آن آشکار می‌شود که درمانی به غیر از کندن و سوزاندن ندارد.
۵. پژمردگی
پژمردگی گیاه در روزهای گرم و روشن اتفاق می‌افتد و این در موردی است که گیاه دارای ساقه‌های بلند و آبکی است و به‌طور ناگهانی با گرما مواجه می‌شود و آنقدر که رطوبت از دست می‌دهد نمی‌تواند از ریشه آب جذب کند. در این موارد اغلب برگ‌ها و گاهی هم ساقه پژمرده شده و می‌افتد.
اگر در روزهای گرم اوایل بهار آب سرد به گیاه بدهیم ساقه‌ها خشبی شده و گیاه در مقابل تغییرات ناگهانی مقاوم می‌شود.